# Хотян Артем Юрійович
Арте́м Ю́рійович Хотя́н (1994, Житомир — 22 лютого 2022, Житомир) — солдат Збройних сил України, 95-а бригада.
У Збройних силах України з травня 2013 року. 3 липня колона з 6 бронемашин Національної гвардії вирушила в напрямку села Миколаївка поблизу Слов'янська, маючи завдання зайняти оборону у вказаному квадраті, одночасно провівши розвідку місцевості. Під час руху руху колона кілька разів потрапляла під незначні обстріли терористів. Біля села Семенівка поблизу колона натрапила на засідку сепаратистів, котрі почали здійснювати круговий розстріл. Загинули українські військовики, Хотян зазнав множинних поранень рук та ніг, перебиті нервові закінчення; була загроза ампутації руки. Станом на серпень 2014 року лікується в Київському військовому шпиталі.
Помер 22 лютого 2022 року в одній з лікарень Житомира.

## Нагороди
15 липня 2014 року — за особисту мужність і героїзм, виявлені у захисті державного суверенітету та територіальної цілісності України, вірність військовій присязі під час російсько-української війни, відзначений — нагороджений орденом «За мужність» III ступеня.